# Stena Germanica (Schiff, 2001)
Die Stena Germanica ist ein in Spanien gebautes RoPax-Fährschiff der Stena Line. Das Schiff wurde 2001 als Stena Hollandica in Dienst gestellt, 2007 in Deutschland auf der Lloyd Werft verlängert, dafür 2008 ausgezeichnet und 2010 anfangs in Stena Germanica III und kurz darauf in Stena Germanica umbenannt. Seit 2010 wird sie gemeinsam mit der Stena Scandinavica auf der Route Kiel–Göteborg eingesetzt, wo sie die Vorgängerfähre gleichen Namens ersetzte. Das Schiff fährt unter schwedischer Flagge mit dem Heimathafen Göteborg.

## Geschichte

### Bau in Spanien

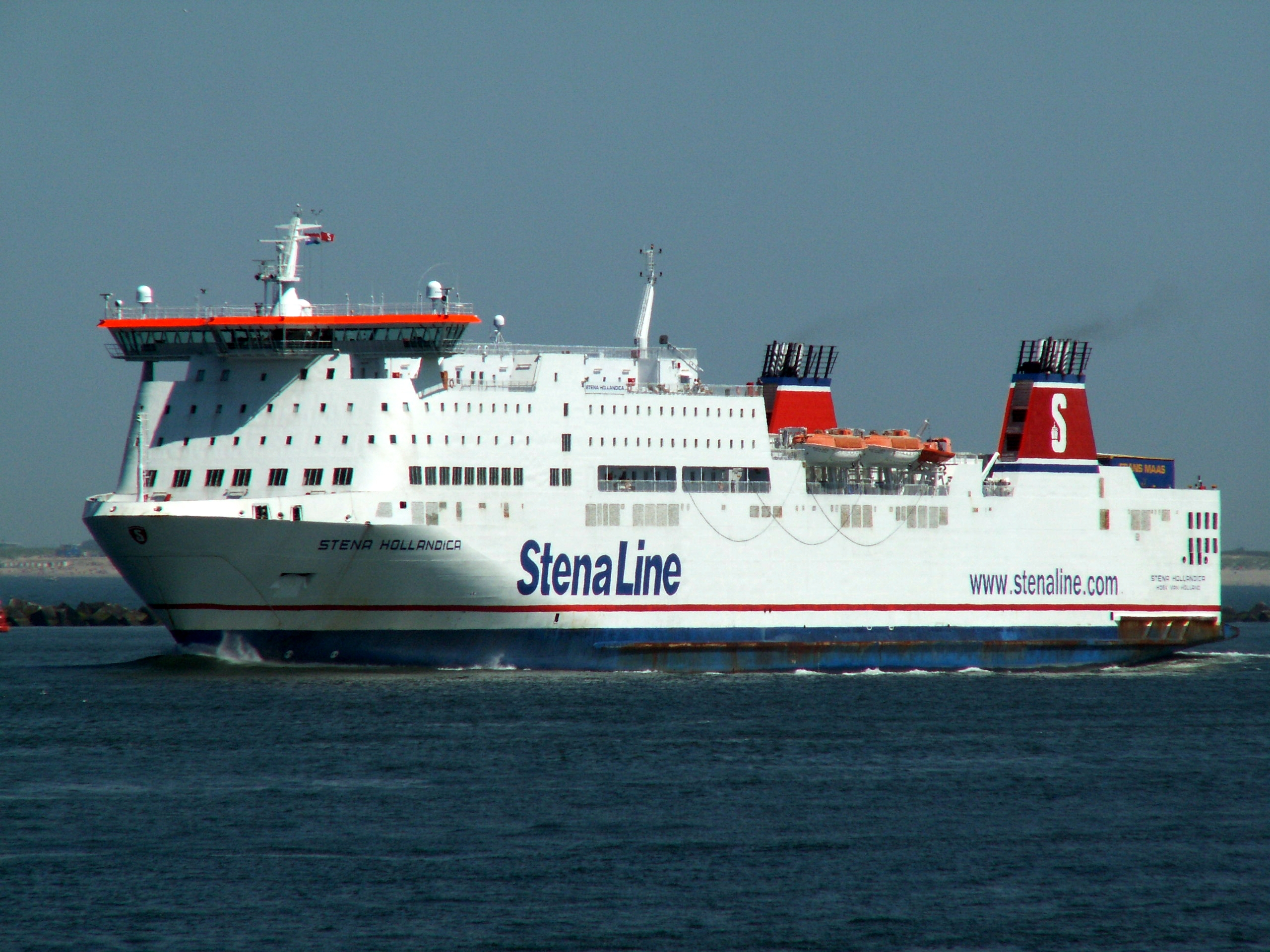
Das Schiff vor der Verlängerung als Stena Hollandica (Juni 2005)

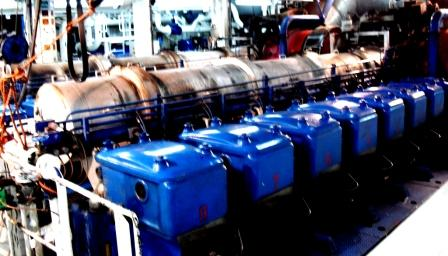
Blick auf zwei der vier mittelschnelllaufenden Viertakt-Hauptmaschinen der Stena Hollandica (März 2009)

Das Fährschiff wurde als viertes der vier Einheiten umfassenden Seapacer-Klasse unter der Baunummer 81 auf der Werft Astilleros Españoles Puerto Real im spanischen Cadiz gebaut. Das Aufschwimmen erfolgte am 6. Mai 2000, die Ablieferung am 5. Februar 2001. Mit der Länge von 188,3 m, einer Breite von 28,7 m und einem Tiefgang von 6,2 m ergab sich eine Vermessung von 33.770 BRZ. Die Tragfähigkeit betrug 10.670 tdw, als Lademeter wurden 2.500 m angegeben und in den Kabinen gab es Platz für 400 Passagiere. Am 9. Februar 2001 wurde das Schiff abgeliefert. Es kam unter schwedischer Flagge mit Heimathafen Göteborg in Fahrt. Ab dem 16. Februar 2001 fuhr das Schiff unter niederländischer Flagge mit Heimathafen Hoek Van Holland.

### Einsatz im Ärmelkanal
Ab dem 9. März 2001 bediente das Schiff die Route Harwich – Hoek van Holland.

### Umbau in Deutschland

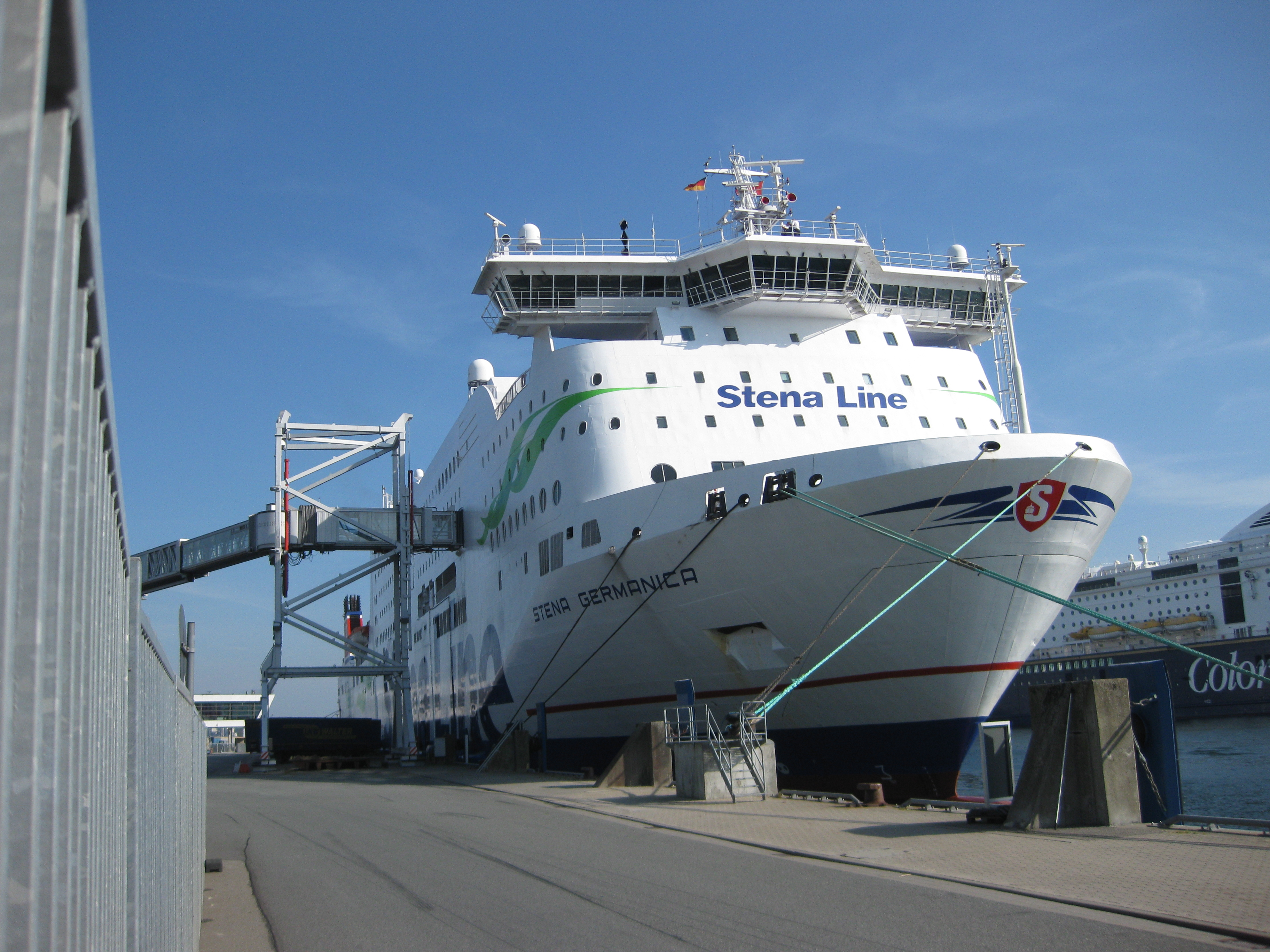
Bugansicht der Stena Germanica im Kieler Hafen (September 2016)

Auf der Lloyd Werft in Bremerhaven wurde das Schiff vom 12. März bis zum 3. Mai 2007 verlängert. Dazu wurde das Schiff im Schwimmdock auseinandergeschnitten und das Hinterschiff ausgeschwommen. Danach wurde eine vorgefertigte 52 m lange und 28,70 m breite Mittschiffs-Sektion mit neuen Kabinen, Restaurants, Bars und Infrastruktur eingesetzt und danach das Hinterschiff wieder eingeschwommen. Anschließend wurden die Teile des Rumpfs miteinander verschweißt, die Kabel und Rohrleitungen wieder miteinander verbunden und die betroffenen Innenräume fertiggestellt. Die im Vor- und Hinterschiff vorhandenen Kabinen, Restaurants und der Freizeit-Bereich mit Einkaufs- und Vergnügungsmöglichkeiten wurden im Rahmen dieser Werftzeit modernisiert und dem Stil der neuen Einrichtungen angepasst. Dieser Umbau wurde als beispielhaft mit dem ShipPax Award 2008 für den Fährschiffsumbau ausgezeichnet.
Mit der neuen Länge von rund 241,3 m, einer Breite von 28,7 m und einem Tiefgang von 6,1 m ergab sich eine neue Vermessung von 51.837 BRZ. Die vergrößerte Tragfähigkeit beträgt 17.200 tdw, die Lademeter wurden auf 3.900 m gesteigert und die Personenkapazität in nun 495 Kabinen auf 1.300 Passagiere.

### Einsatz zwischen Kiel und Göteborg
Am 16. Mai 2010 wurde die Stena Hollandica im Dienst zwischen Hoek van Holland – Harwich von der ersten der beiden neuen in Wismar erbauten Superfähren mit dem traditionellen Namen Stena Hollandica (2010) ersetzt, diese hat wie ihr Schwesterschiff eine Vermessung von 64.039 BRZ. Die alte Stena Hollandica (2001) verließ Hoek van Holland am selben Tag und traf am 19. Mai 2010 in der polnischen Werft Remontowa zur Überholung und Modernisierung ein. Im Juli 2010 erhielt sie den Namen Stena Germanica III und kam unter schwedischer Flagge mit Heimathafen Göteborg in Fahrt. Am 27. August 2010 wurde das Schiff getauft. Seit dem 31. August 2010 wird sie im traditionellen Skandinaviendienst Göteborg–Kiel eingesetzt. Am 8. September 2010 erhielt sie den neuen Namen Stena Germanica.

## Antrieb
Der Schiffsantrieb erfolgt von vier Dieselmotoren mit je acht Zylindern vom Typ Sulzer-CCM 8ZAL40S mit einer Gesamtleistung von 23.000 kW, die über zwei Getriebe zwei Propeller antreiben. Die Geschwindigkeit beträgt rund 21 Knoten.

### Umrüstung

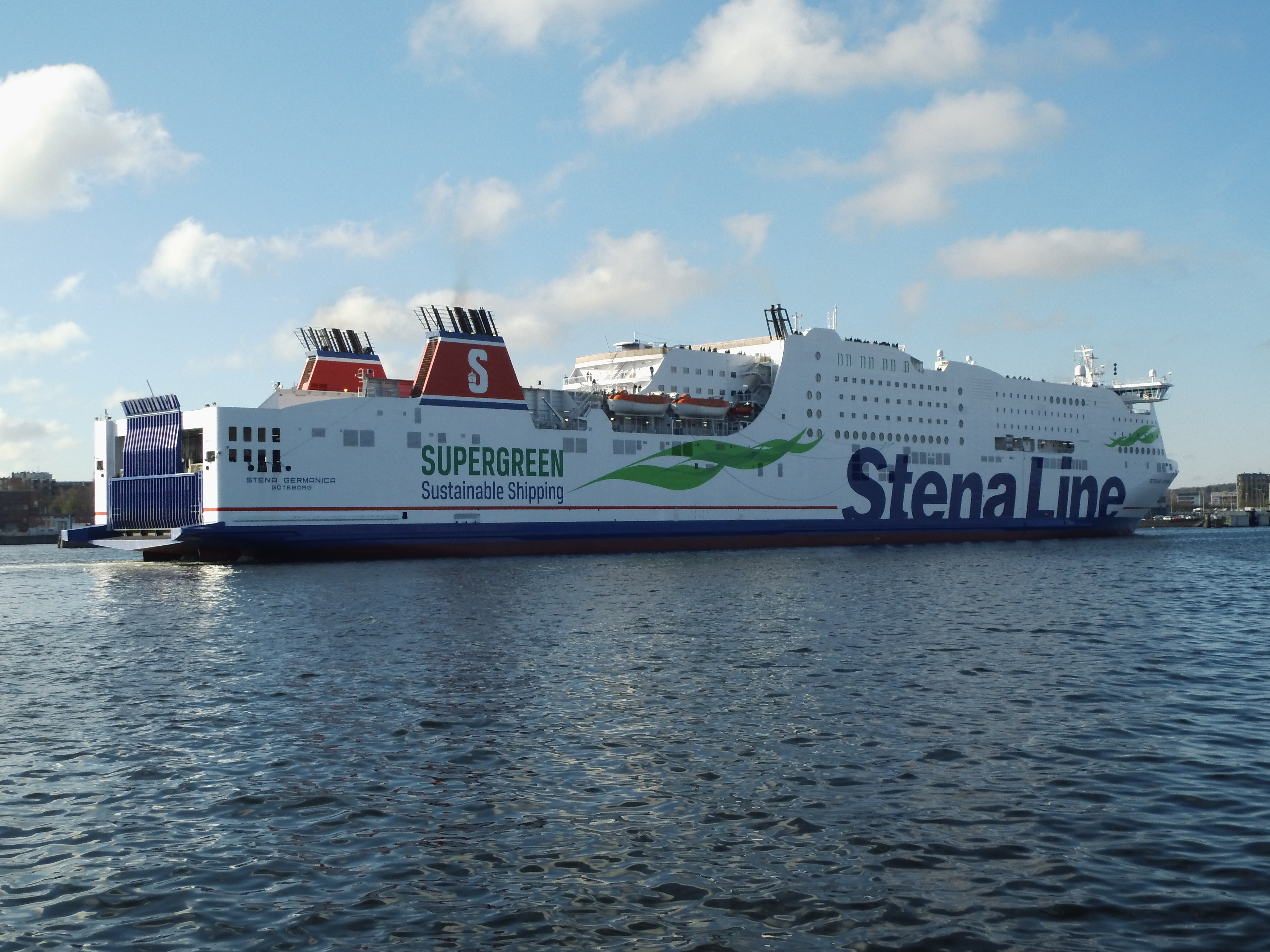
Die Stena Germanica nach der Umrüstung des Antriebs (Kiel, April 2015)

Von Ende Januar bis Ende März 2015 wurde die Fähre im Rahmen eines Forschungs- und Entwicklungsprojektes als erste RoPax-Fähre der Stena Line und als erstes Schiff mit einem Viertakt-Motor auf Methanol als (hauptsächlichen) Kraftstoff umgestellt. Der neue Antrieb erfüllt die verschärften Umweltrichtlinien, die am 1. Januar 2015 in Kraft traten. Der 22 Millionen Euro teure Umbau wurde auf der Remontowa-Werft in Polen durchgeführt und finanziell mit der EU-Initiative „Motorways of the Seas“ unterstützt. Die Ballasttanks wurden zu Methanol-Tanks, Marinediesel kann weiterhin genutzt werden – Dual-Fuel-Betrieb. Die Stena Feronia ersetzte die Stena Germanica während des Umbaus. Langfristig plant Stena Line, alle Fähren umzurüsten. Geprüft wird der Einsatz von Scrubbern, LNG und Methanol. Welches Schiff letztendlich wie umgerüstet wird, ist abhängig vom jeweiligen Schiffstyp sowie der Route.

## Zwischenfälle
Am Morgen des 11. August 2013 kollidierte die Hafenfähre Älvsnabben in Göteborg mit der am Anlieger liegenden Stena Germanica. Auf der Hafenfähre befanden sich zum Zeitpunkt des Unglücks zwei Besatzungsmitglieder sowie zehn Passagiere, die später von einem Lotsenboot evakuiert werden konnten. Die abendliche Abfahrt nach Kiel konnte wie geplant durchgeführt werden.

## Schwesterschiffe
Die Stena Germanica gehört zur Seapacer-Klasse. Schwesterschiffe sind die von Finnlines betriebenen Finnclipper (seit 2024 Ciudad de Sóller), Finneagle (seit 2018 Vizzavona) und die als Stena Britannica gebaute Finnfellow.